# American Express
American Express Company, poznata i kao Amex je američka međunarodna korporacija koja obavlja financijske usluge. Sjedište joj je u ulici Vesey 200 u New York Cityju, New Yorku. Tvrtka je osnovana 1850. godine i jedna je od trideset kompanija Dow Jones indeksa. Poznata je po svojim kreditnim karticama, platnim karticama i putničkim čekovima.
Godine 2016., Interbrand je American Express rangirao kao 25. najvrjedniju marku na svijetu, procjenjujući da tvrtka vrijedi 18.358 milijardi američkih dolara. Godine 2017., časopis Fortune tvrtku je rangirao kao 17. najbolju svjetsku marku.
Logotip American Expressa, usvojen 1958. godine, prikazuje gladijatora ili centuriona čija se slika nalazi na njihovim kreditnim karticama, platnim karticama i putničkim čekovima.

## Vanjske poveznice
- Službena stranica